# 拖尾园蛛
拖尾园蛛（学名：Araneus laglaizai）为园蛛科园蛛属的动物。分布于日本以及中国大陆的海南等地。